# 冷锋

冷鋒的符號

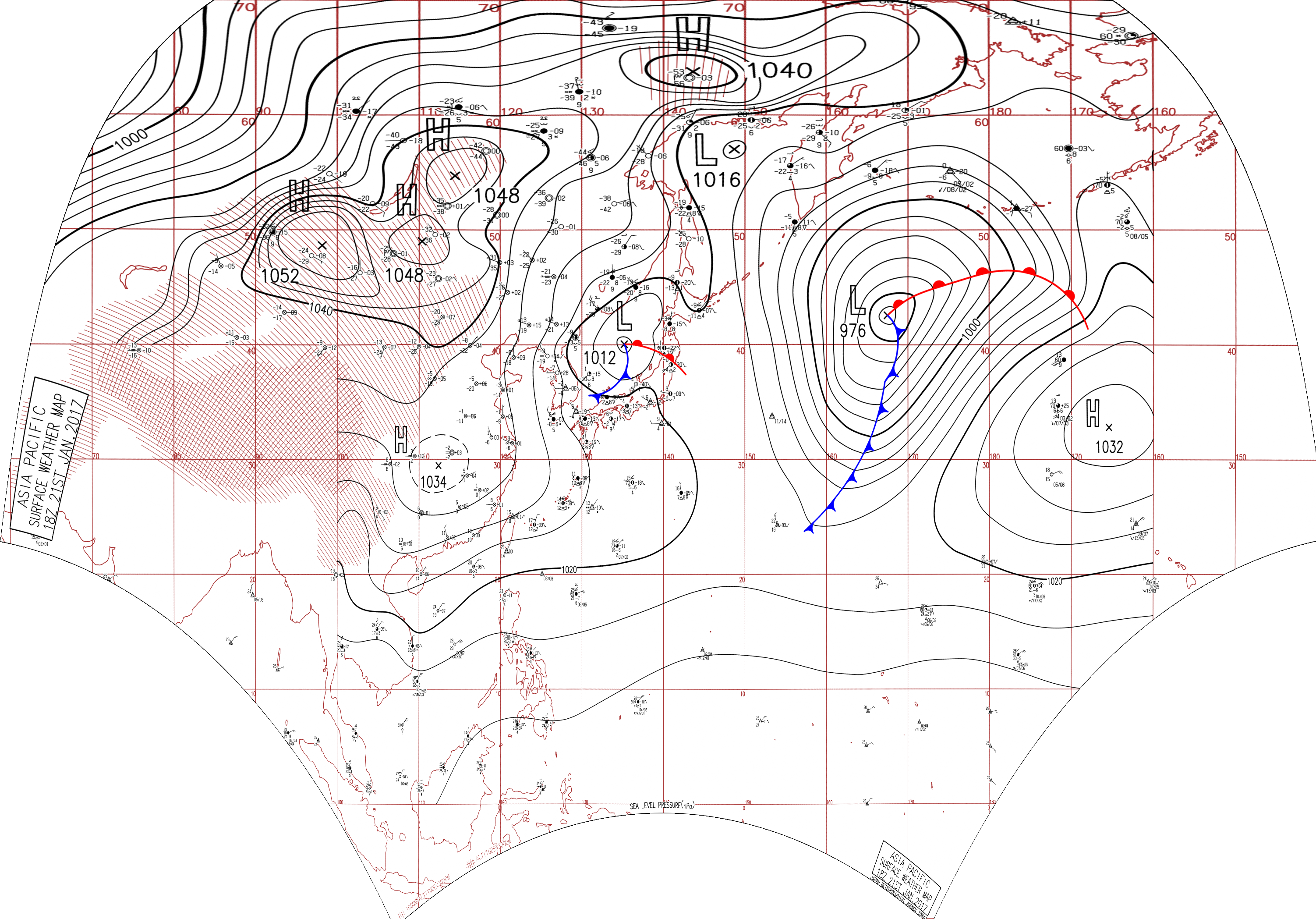
日本氣象廳发布的天气图，时间是2017年1月21日，日本和西太平洋上各有一个带有冷锋的锋面气旋系统

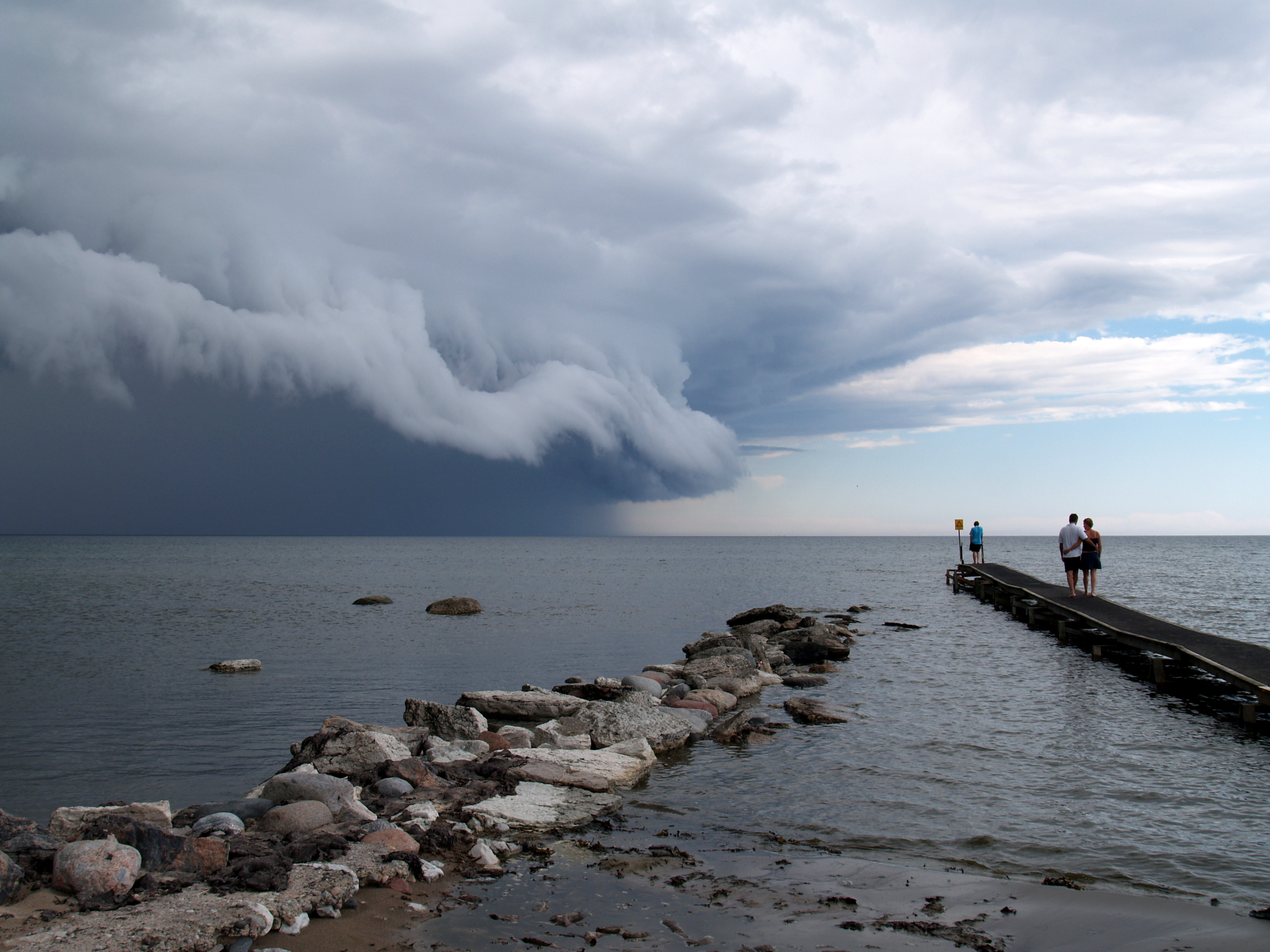
圖左厚雲處是冷鋒。

冷锋（cold front），是鋒的一種，主要是指冷氣團主動向暖氣團推進，並取代暖氣團原有位置所形成的鋒。由於冷氣團的密度較大，暖氣團的密度較小，所以冷暖氣團相遇時，冷氣團就會下沉到暖氣團的下方，暖氣團被迫抬升。在上升過程中，空氣逐漸冷卻，如果暖氣團中含有大量的水分，就會形成降水天氣；如果水氣含量少，便形成多雲天氣。

## 形成时间
在北半球，大多數的冷鋒都會在9月至次年4月，即通常夏季外，全年都會出現冷鋒，在大陸高壓區中形成，通常最早的冷鋒八月下半月開始，最晚的冷鋒六月初結束， 但亦有罕見的七月冷鋒（例：2015年7月，中國大陆受到冷鋒影響，冷鋒一路南下至福建一帶。）。台灣處於冷鋒和暖鋒交界處，春季與夏季之間常出現滯留鋒，有陰雨連綿的天氣，稱為梅雨。

## 冷锋过境
冷锋過境時，氣壓先降後升，氣溫驟降。在高緯度冷锋一年四季都會出現，而在中緯度通常是在冬季出現，一般的冷鋒會在北緯20°／南緯20°就會消散緩和，故一般冷鋒都難以在低緯度出現，除非該冷鋒其後的冬季季候風帶有強烈的冷空氣，並有極高的氣壓和風力，足以抵禦來自赤道的海洋氣流和暖空氣，才會有機會進入北緯10°／南緯10°或以上的熱帶氣候區（例：2009年1月，泰國首府曼谷受到冷鋒影響而氣溫急降至攝氏15度。），但東北季風的影響，可及於赤道地區的新加坡一帶。
在天氣圖中，冷鋒通常以一條有三角形的藍線表示（見圖），而三角型所指的方向就是冷鋒行走的方向。
- 在冷鋒過境前，由於暖空氣的積聚，往往會出現氣溫稍高的情況，这一现象被称作“锋前升温”。[1]
- 總結而言冷鋒過境時，以下情況將會出現（以北半球為例）：
  - 氣壓在冷鋒過境前下降，冷鋒過境後急升。
  - 氣溫顯著下降。
  - 氣壓梯度增加。
  - 大氣斜壓增加。
  - 風向順時針轉變，一般會由吹東南/南風，轉為吹北/西北風。
  - 出現降水甚至雷暴、冰雹。（此情況一般只會出現在中緯度地區，低緯度地區一般會在春季的後期至夏季的初期才會有可能，因為該時的冷鋒一般是在緯度25-30一帶發展，而低緯度地區一般氣溫較高，在氣溫高磨擦的情況下容易產生雷電，但冷锋移動速度過慢則不會產生）
- 冷鋒過境後，如冷氣團厚和高空濕度低，通常天氣會轉晴和乾燥，而氣溫因冷氣團佔領而繼續下降。

## 特點
因冷鋒的移動速度比暖氣團快，冷鋒向暖鋒推進時會使暖空氣急速上升。而在大氣高層，暖空氣移動比冷空氣快，暖空氣沿著鋒面移動。由於冷鋒大部分時間都處於高空槽附近，而加強了鋒的上升氣流運動和高空槽的下沉運動。 

## 相關条目
- 鋒 (氣象)
- 暖锋（Warm front）
- 氣團

## 外部連結
- Cold Front（页面存档备份，存于） （英文）
- Weather Fronts（页面存档备份，存于） （英文）
- Fronts: the boundaries between air masses（页面存档备份，存于） （英文）